# Општина Билчурешти (Дамбовица)
Билчурешти (рум. Bilciureşti) општина је у Румунији у округу Дамбовица.
Oпштина се налази на надморској висини од 145 m.